# Kurt Meier (Widerstandskämpfer)
Kurt Meier (* 26. September 1910; † 11. März 2008) war ein deutscher Widerstandskämpfer gegen den Nationalsozialismus und Ingenieurökonom.

## Leben
Meier war bereits in seiner Jugend politisch aktiv. Nach dem Schulbesuch trat mit 17 Jahren in die Kommunistische Partei Deutschlands ein. 1935 wurde er von den Nationalsozialisten wegen Widerstands gegen den Nationalsozialismus im KZ Sachsenburg und nach dessen Auflösung 1937 im Zuchthaus Schloss Osterstein in Zwickau inhaftiert.
Nach dem Ende des Zweiten Weltkrieges zählte Meier in der Sowjetischen Besatzungszone zu den Aktivisten der ersten Stunde. Entscheidenden persönlichen Anteil hatte er am Aufbau der Gewerkschaft in der Konsumgenossenschaft in der DDR, in der er leitende Positionen einnahm. So war er von 1953 bis 1958 Vorstandsvorsitzender der Konsumgenossenschaft Karl-Marx-Stadt. Nebenher qualifizierte sich Meier als Ingenieurökonom beruflich weiter. Aufgrund seiner ökonomischen Erfahrungen wurde er 1959 zum Werksdirektor des VEB „Zwickauer Brauereien“ ernannt. Dieses Amt übte er bis zum vorzeitigen Erreichen des Rentenalters im Jahre 1973 aus.
Meier war jahrzehntelang als SED-Mitglied im 1953 gebildeten Komitee der Antifaschistischen Widerstandskämpfer der DDR auf dem Gebiet der Traditionspflege aktiv. Nach der politischen Wende 1989/90 blieb er Parteimitglied. Zuletzt war er ältestes Mitglied der Basisgruppe Zwickau-Weißenborn der Partei DIE LINKE. Er starb im Alter von 97 Jahren, nachdem er unmittelbar vor seinem Tod noch im März 2008 die Glückwünsche für seine 80-jährige Parteimitgliedschaft entgegengenommen hatte.

## Ehrungen
- Medaille für Kämpfer gegen den Faschismus 1933 bis 1945
- Verdienstmedaille der DDR in Bronze
- Ehrenmedaille der Partei DIE LINKE